# 柚皮素
柚皮素是一种无味，颜色由白色至淡黄的黄烷酮，是一种类黄酮。它是葡萄柚中的主要黄烷酮，并存在于多种水果与草药中。 

## 结构
柚皮素具有黄烷酮的骨架结构，其4'，5和7位碳原子处有三个羟基。柚皮素可以单体存在，亦有糖苷形式即柚皮苷，其具有加入的二糖新橙皮糖与7位碳原子连接而成。
像大多数黄烷酮一样，柚皮素在碳2上有一个手性中心，尽管光学纯度是可变的。   S(-)-柚皮素的外消旋已显示相当快地发生。